# Гута Щецин

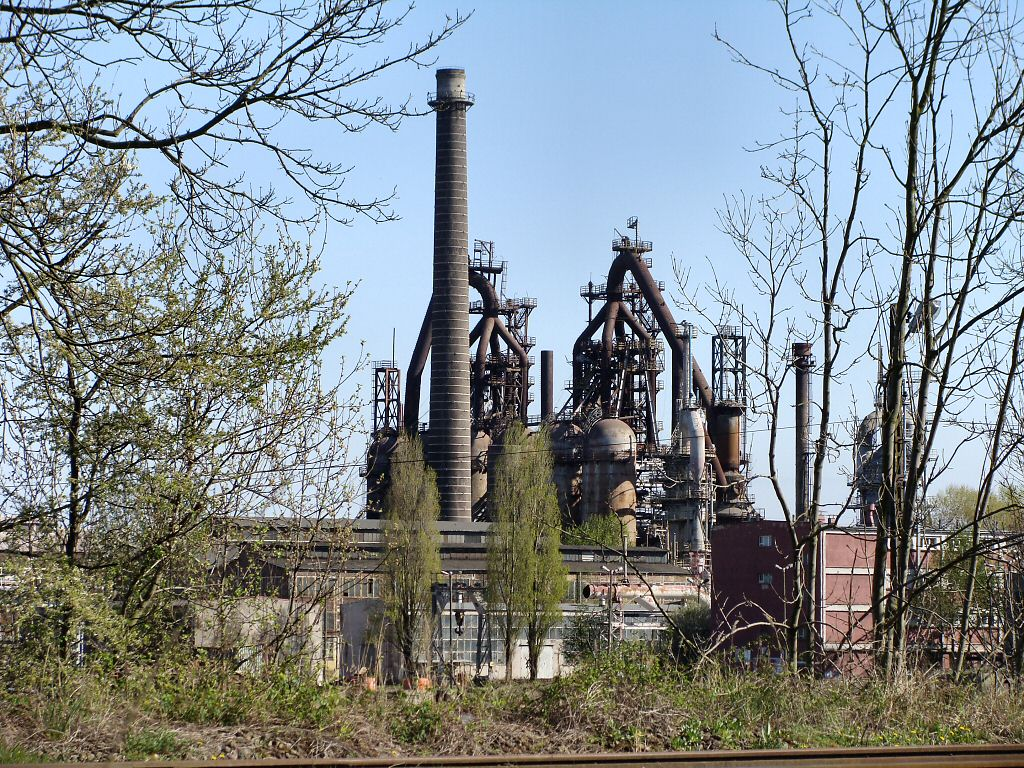
Доменні печі заводу незадовго до демонтажу. Фото 2009 року.

53°29′50.1″ пн. ш. 14°37′00.1″ сх. д. / 53.497250° пн. ш. 14.616694° сх. д.
«Гута Щецин» (пол. Huta Szczecin) — колишній металургійний завод на півночі Польщі у місті Щецин. Був заснований 1897 року. Закритий 2008 року, після чого майже повністю демонтований. Протягом довгого часу спеціалізувався на виплавці ливарного чавуну.

## Історія
Завод було засновано 1897 року німецьким підприємцем Гвідо фон Доннерсмарком. Будівництво чавуноливарного заводу у портовому місті Щеттин, що тоді перебувало у складі Німеччини, було пов'язане з планами доставки сюди шведської залізної руди і британського вугілля. Будівництво розпочалося 1896 року, а 1897 року було задуто першу доменну піч. Завод мав власне коксове виробництво. 1906 року на заводі працювало 3 доменних печі. Серед споживачів металу, виплавленого на заводі, були корабельні у місті Щеттин — «AG Vulcan Stettin», «Stettiner Oderwerke» і корабельня «Schichau-Werke» у Ельблонзі.
Під час Другої світової війни завод працював до 1944 року. Після війни, у січні 1947 року Щецин перейшов до Польщі, відтак і завод перейшов до Польщі і був націоналізований і перейменований на «Гута Щецин». У 1950-х роках завод працював на польському — сілезькому — вугіллі і довізній руді — криворізькій, шведській та французькій. У мартенівських печах переробляли металобрухт, зібраний у Померанії та інших областях Польщі, який доставляли у Щецин по Одеру або по морю. Завод мав власний коксохімічний завод для випалу коксу. Шлаки доменних печей перероблялися на цементному заводі.
На початку 1960-х років завод виплавляв 171 тис. т чавуну на рік.
З 2004 року завод належав компанії «Kronospan». У 2005 році завод було зупинено у зв'язку з збитковістю виробництва. Потім було кілька спроб відновити виробництво, однак вони не мали успіху. На момент закриття на заводі було 2 невеличких доменних печі об'ємом 490 м³ кожна. [джерело?] Після 2008 року більшість об'єктів на заводі було демонтовано.